# سقرجوقك (مقاطعة فراهان)
سقرجوقك (بالفارسية: سقرجوقک) هي قرية تقع في مركزي في إيران. يقدر عدد سكانها بـ 45 نسمة بحسب إحصاء 2016.